# Pedro de Deza Manuel
Pedro kardinal de Deza Manuel, španski rimskokatoliški duhovnik, škof in kardinal, * 26. marec 1520, † 27. avgust 1600.

## Življenjepis
21. februarja 1578 je bil povzdignjen v kardinala.
23. aprila 1600 je bil imenovan za škofa Albana; škofovsko posvečenje je prejel 18. junija istega leta.